# Elecciones provinciales de Santiago del Estero de 1963
Las elecciones generales de la provincia de Santiago del Estero de 1963 tuvieron lugar el domingo 7 de julio del mencionado año, con el objetivo de restaurar las instituciones democráticas constitucionales y autónomas de la provincia después del golpe de Estado del [9 de marzo de 1962, que derrocó al gobierno constitucional de Arturo Frondizi e intervino todas las provincias. La elección provincial se celebró el mismo día que las elecciones presidenciales y legislativas a nivel nacional. Se realizaron también en el marco de la proscripción del peronismo de la vida política argentina, por lo que se considera que los comicios no fueron completamente libres y justos.
Benjamín Zavalía, candidato de la Unión Cívica Radical del Pueblo (UCRP), que había perdido por estrecho margen las elecciones anuladas de 1962, obtuvo un triunfo holgado ante la abstención del peronismo, el frondicismo y el comunismo, que votó mayoritariamente en blanco, representando un 27,49% del electorado. Zavalía obtuvo el 49,12% de los votos positivos y un 35,62% de los votos generales. Hugo Catella, figura del radicalismo del pueblo que se postuló por el "Partido Provincial", obtuvo el segundo puesto en votos a partidos políticos con solo un 12,24% de las preferencias. Zavalía asumió como gobernador el 12 de octubre de 1963. Sin embargo, no pudo completar su mandato constitucional ya que fue derrocado por una intervención federal tras el golpe de Estado del 28 de junio de 1966.